# La Segona Fundació
La Segona Fundació és el tercer llibre de la Trilogia original de la Fundació d'Isaac Asimov. S'hi descobreix la localització de la Segona Fundació així com les capacitats dels seus membres.

## Estructura
1. El Mul inicia la recerca ( Search by the Mule) - Novel·la Curta - Publicada al número de gener de 1948 d'Astounding com Now You See It ..  ( Ara ho veus ...).
2. La recerca de la Fundació ( Search by Foundation) - Novel·la - Publicada als números de novembre i desembre de 1949 i gener de 1950 d'Astounding com ... And Now You Don't ( ... I ara no).

## Argument
Té dues parts diferenciades:

### La recerca del Mul
La primera part tracta de la cerca de La Segona Fundació per part d'El Mul, que intenta destruir-la. El Mul és el Primer Ciutadà de la Unió de Mons que domina, Terminus, el cor del seu antic enemic, la Primera Fundació. El consell executiu de la Segona Fundació és conscient de la intenció d'El Mul i, segons les paraules del Primer Orador, li permet trobar-la "en certa manera". El Mul envia dos dels seus homes a la recerca de la Segona Fundació: Han Pritcher, que havia estat capità i membre de l'oposició clandestina abans de ser convertit al servei d'El Mul i Bail Channis, un home "no convertit" (un que no ha estat manipulat pel Mul per unir-se a ell), que ha ascendit ràpidament i ha impressionat El Mul.
Channis, demostrant una gran intuïció, troba un planeta anomenat Tazenda que, segons ell, podria ser el planeta que busquen, ja que Hari Seldon havia dit que la Segona Fundació s'establiria "a l'altre extrem de la Galàxia", o "A l'extrem de les Estrelles" (en anglès "A l'extrem de les Estrelles": "Star's End" sona molt similar a Tazenda:"Tazend") i posa rumb a Rossem, un dels seus mons satèl·lit, però la rapidesa amb la qual troba el planeta fa que Pritcher sospiti d'ell com a membre de la Segona Fundació.
Aviat apareix El Mul, que havia col·locat un hiper-rastrejador a la seva nau per tal de seguir-los a través de l'hiperespai, i revela que Channis és membre de la Segona Fundació. Els vincles emocionals amb els que El Mul manipula Pritcher es trenquen en la lluita que s'esdevé entre Channis i El Mul, i que el fa caure en un somni profund per evitar que l'ataqui. El Mul revela que ha portat les seves naus fins a Tazenda i que ja ha destruït el planeta. Tot i això, intueix que la consternació de Channis només és un pretext i l'obliga a revelar que Rossem és en realitat la Segona Fundació.
En aquest moment apareix el Primer Orador de la Segona Fundació i revela a El Mul que el seu govern s'ha acabat; ni Tazenda ni Rossem són la seu de la Segona Fundació, i que el coneixement de Channis se li havia implantat expressament per enganyar-lo. També li explica que els agents de la Segona Fundació es dirigeixen en aquell moment cap a Kalgan i a la resta de planetes sota el seu domini per tal de desfer les conversions d'El Mul i que la seva flota està massa lluny per evitar-ho. Quan El Mul experimenta un moment de desesperació, el Primer Orador aprofita per prendre el control de la seva ment i manipular-lo; tornarà a Kalgan i viurà la resta de la seva curta vida com un dèspota benèvol sense aspiracions.

### La recerca de la Fundació
La segona part de la història té lloc 60 anys després de la primera, i 55 anys després de la mort de el Mul, per causes naturals. En aquest context la Primera Fundació s'ha independitzat de la Unió de Mons i els seus habitants son conscients que la Segona Fundació va contribuir a la seva derrota, tot i que com el Mul, només saben que es troba "a l'altre extrem de la galàxia". Els seus habitants i molts d'altres creuen que la protecció de la Segona Fundació garanteix l'èxit del Pla Seldon, malgrat les crisis, com el conflicte de la Fundació amb Kalgan. La Fundació guanyarà finalment la guerra contra Kalgan, que apareix a l'Enciclopèdia Galàctica com a l'últim gran conflicte abans de la creació del Segon Imperi. Alguns dels fundadors, no obstant això, desconfien de la Segona Fundació i els seus poders mentals similars als del Mul, i esperen trobar-la i destruir-la.
Després d'inventar un dispositiu que pot interceptar habilitats telepàtiques i provocar un gran dolor als telèpates, la Fundació troba i deté al voltant de 50 d'aquests individus a Terminus, el planeta capital de la Fundació que es troba a l'extrem de la Via Làctia. Atès que, com diu Arkady Darell, "un cercle no té fi" conclou que la Segona Fundació es trobava al mateix Terminus. Els fundadors creuen que, amb la Segona Fundació destruïda, el Pla Seldon continuarà sense la interferència dels telèpates.
Al final de la història es revela que els detinguts son en realitat màrtirs que participen en una pla traçat per la Segona Fundació per fer pensar als habitants de Terminus que l'amenaça de la Segona Fundació ja no existeix. D'aquesta manera, es retorna al Pla Seldon original que requereix que la ubicació de la Segona Fundació sigui secreta. La Segona Fundació es troba realment a Trantor, antiga capital de l'Imperi Galàctic, al centre de la galàxia. Se la va identificar com "el final de les estrelles" a causa de l'antiga dita que deia que "tots els camins condueixen a Trantor, i aquí és on acaben totes les estrelles". També es va dir que la ubicació s'adaptava a la definició de "l'altre extrem de la galàxia", ja que la galàxia no és, de fet, un disc, sinó una espiral i que en realitat l'extrem es troba al centre. Fins i tot, en el moment en què es va establir la Fundació, ambdós planetes es trobaven en situacions socials oposades, amb Trantor al centre del poder i prestigi galàctic i Terminus a l'altre extrem.